# Isla Pájaros, Sonora
Isla Pájaros är en ö i Mexiko. i delstaten Sonora, i den nordvästra delen av landet. Den ligger långt in i viken Bahía Guaymas nära staden Guaymas tillsammans med öarna Isla Almagre Chico, Isla Almagre Grande, Isla La Batea, Isla San Vicente och Islas Mellizas.